# Durąg
Durąg (niem. Döhringen) – wieś w Polsce położona w województwie warmińsko-mazurskim, w powiecie ostródzkim, w gminie Ostróda. W latach 1975–1998 miejscowość administracyjnie należała do województwa olsztyńskiego.
Wieś mazurska nad rzeką Dylewką. Wieś jest siedzibą jednostki Ochotniczej Straży Pożarnej.

## Historia
Wieś lokowana w 1328 roku, kiedy to Luter z Brunszwiku zapisał Konradowi Durągowi 200 włok ziemi sasińskiej. W czasach krzyżackich wieś pojawia się w dokumentach w roku 1328, podlegała pod komturię w Ostródzie, były to dobra rycerskie o powierzchni 70 włók. Kościół powstał już w XIV w., bowiem w dokumentach z 1351 r. jako świadek występuje ksiądz Henryk z Durąga. W 1485 r., w wyniku podziału spadkowego, jeden z synów - Jorge, otrzymał Durąg wraz z pięcioma włókami w Pancerzynie. Na przełomie XIV i XV w. należała do Mikołaja z Durąga, działacza opozycji antykrzyżackiej, współzałożyciela Związku Pruskiego. We wsi od XIV wieku znajdował się kościół, który następnie pełnił rolę ewangelickiego zboru. Z dokumentów z 1537 r. (po reformacji) wynika, że pastor z Duraga obsługiwał wsie: Durąg, Ględy, Grabin, Ostrowin, Pancerzyn, Ryn, Swonowo, Szyldak. W 1540 r. po 6,5 włoki mieli Jerzy z Durąga oraz Jan Reszka. Ponadto we wsi było 14 chłopów, młynarz, karczmarz i garncarz. W 1577 r. do Duraga należało 70 włók. W tym czasie istniały dwa majątki rycerskie, było 18 chłopów (od 1,4 do 3 włók każdy), 11 zagrodników, kowal, krawiec, bednarz.
W latach 1598–1682 była wspólna parafia z Kraplewem. Pastor z Duraga (podobnie jak pastorzy z Gierzwałdu, Lipowa i Ostrowina) otrzymywali po 40 marek uposażenia rocznie. Nabożeństwa w kościele w Durągu odprawiano w języku polskim. W czasie wojny szwedzkiej pastorem był Stanisław Julikowius, określany przez władze pruskie jako „zły Polak”. Na początku XVII w. pastorem był Bartłomiej Myślęta. W 1628 roku pastorem był Elias Laurentius - pasierb Myślęty. Pod koniec XVII w. Jan von Kleist zagarnął należące do parafii włóki wraz z łąkami. W 1713 r. wybudowano nowy kościół. W tym czasie nabożeństwa odprawiał proboszcz z Kraplewa, później - proboszcz z Ostrowina. Pod koniec XVIII w. we wsi były dwa folwarki i 39 domów.
W 1910 r. wieś obejmowała 237 ha gruntów rolnych i mieszkało w niej 141 osób (w tym 75 Polaków). Do dworu należało 1258 ha ziemi i mieszkało tam 355 osób (w tym 115 Polaków). W 1925 r. łącznie obszar wsi i majątku ziemskiego obejmował 1845 ha. W tym czasie w Durągu było 604 mieszkańców (w tym 12 katolików). W 1939 r. we wsi było 579 mieszkańców.
Parafia katolicka (Świętych Apostołów Piotra i Pawła) w Durągu ponownie powstała w 1962 r.

## Zabytki
- W 1713 roku wzniesiono w Durągu do dziś istniejący zabytkowy budynek barokowego kościoła o konstrukcji ryglowej, omurowanego kamieniem, trójbocznie zamkniętego z drewnianą wieżyczką od zachodu[7], z barokowym ołtarzem głównym z ok. 1715 roku i XVIII-wiecznymi organami, restaurowany w XIX w.[8][9].
- Zabytkowa jest również znajdująca się we wsi klasycystyczna kostnica[9].
- W Durągu mieści się park podworski z wieloma starymi drzewami (pomniki przyrody)[10].
- Przy drodze do Szyldaka, nad rzeką Dylewką znajduje się będący pomnikiem przyrody głaz narzutowy o obwodzie 13 m i wysokości 2,85 cm[1].
- Grodzisko zwane Zamkową Górą, położone na północny wschód od wsi, na wysokiej krawędzi doliny rzeki Dylewki. Plateau warowni o wymiarach 45 x 16 metrów ma w centralnej części owalne wgłębienie (12 x 8 m) będące najpewniej śladem po budynku mieszkalnym. Na majdanie odkryto pojedyncze fragmenty naczyń glinianych. Od północy, wschodu i południa obiekt otoczony jest fosą o szerokości 3 m i głębokości wynoszącej obecnie 0,3-0,4 m. Wysokość względna poziomu majdanu w stosunku do dna fosy wynosi 4,5 m. Zapewne jest to pozostałość warowni rycerza Jana z Durąga, który wkrótce po bitwie grunwaldzkiej w 1410 roku wraz ze swoimi ludźmi opanował zamek w Ostródzie, przekazując go następnie bez walki wojskom króla Władysława Jagiełły[11].